# Igreja de São Miguel de Aiguilhe

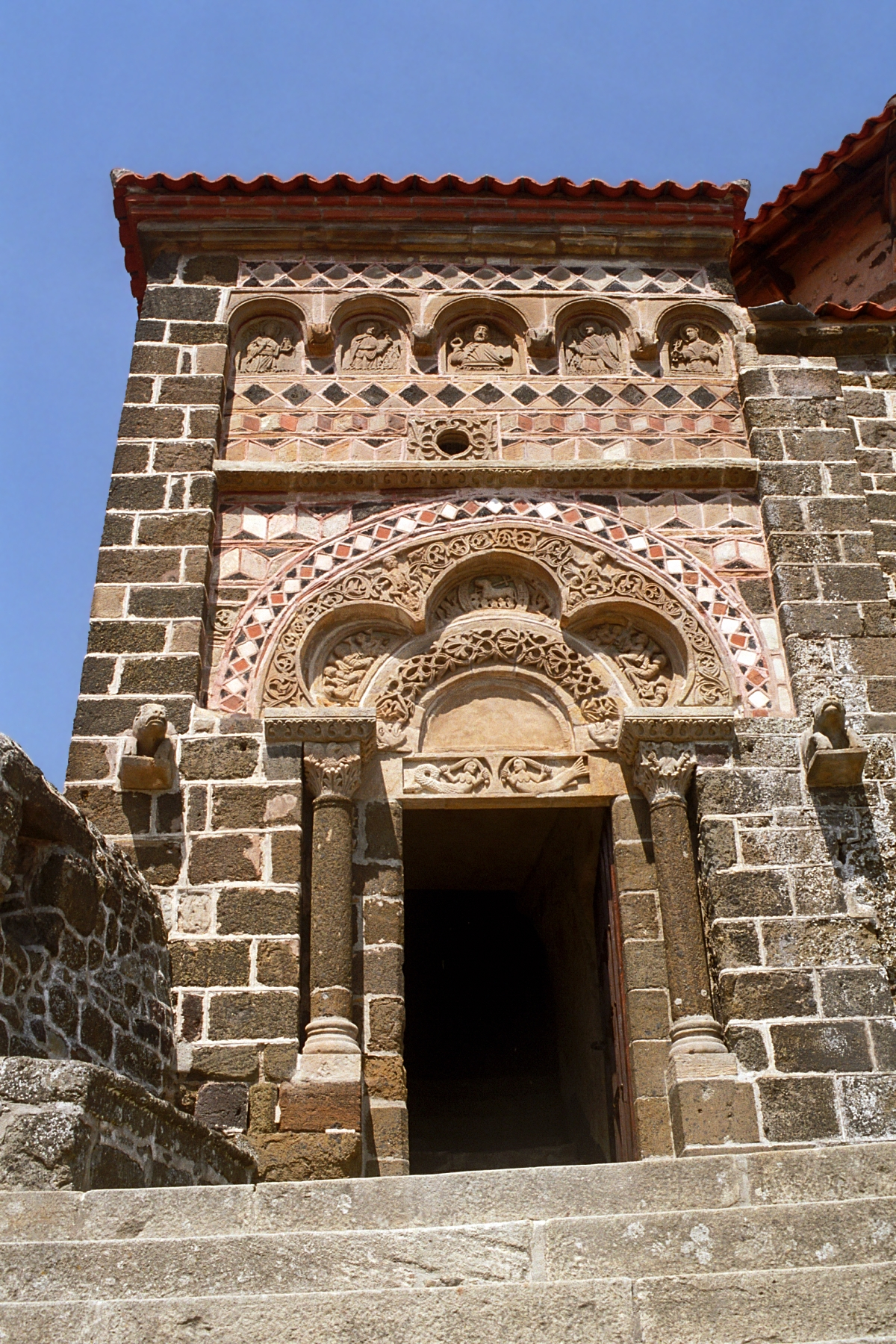
O portal arrematado por um arco trilobulado e mosaicos de pedras policromadas

A igreja de São Miguel é uma pequena igreja ou capela românica  situada em Aiguilhe, comuna limítrofe de Lhe Puy-em francês:  église Saint-Michel-Velay, no departamento de Haute-Loire e a região de Auvernia. A primeira construção remontar-se-ia a 961, e foi erigida na abadia no século XII. A superfície do topo da agulha vulcânica onde foi construída tem 57 metros (187 pés) de diâmetro.
O bispo Godescalc de Le Puy-en-Velay mandou construir a capela para celebrar o seu regresso da peregrinação de Santiago em 951.  A capela é dedicada ao Arcanjo Miguel, o padroeiro dos topos das montanhas e outros lugares altos.
Um dólmen pré-histórico dedicado ao Mercúrio pelos Romanos foi construído sobre o tampão vulcânico antes da construção da capela. Diz-se que três pedras deste dólmen foram incorporadas na capela.
No século XII, a capela foi ampliada, e foi acrescentada uma nave, um deambulatório, duas capelas laterais, um nártex, um portal esculpido, mais frescos e uma torre sineira.  A torre sineira foi construída ao estilo da Catedral vizinha de Notre-Dame-du-Puy. 

## Descoberta de objectos relicários
Durante os trabalhos de restauro de 20 de abril de 1955, foi removido o revestimento de mármore do altar-mor, do século XIX, revelando, por baixo, uma laje retangular de altar românico (1,46 m × 0,95 m × 0,16 m) talhada numa brecha local e apoiada numa laje galo-romana reutilizada. Fragmento de coluna galo-romana. A laje cobria uma cavidade circular recortada na rocha vulcânica, no interior da qual jazia um tesouro de objectos medievais relicários, rodeados por duas placas de cobre encaixadas, gravadas com círculos concêntricos.